# 10억 달러짜리 두뇌
10억 달러짜리 두뇌(Billion Dollar Brain)는 영국에서 제작된 켄 러셀 감독의 1967년 모험, 드라마, 스릴러 영화이다. 마이클 케인 등이 주연으로 출연하였다.

## 출연

### 주연
- 마이클 케인
- 칼 말든
- 에드 베글리

### 조연
- 오스카 호몰카
- 프랑소와 돌리악
- 가이 돌먼
- 블라덱 쉐이벌
- 밀로 스퍼버

## 제작진
- 원작자: 렌 데이튼